# Spring Mountains
Die Spring Mountains sind eine isolierte Bergkette im Norden der Mojave-Wüste im Clark County im südlichen Nevada in den Vereinigten Staaten. Die Bergkette ist ein sogenanntes Sky-Island-System, das sich direkt aus dem Flachland erhebt, und enthält mehr als 10 Gipfel in Höhen von mehr als 3300 Metern, der höchste Gipfel ist der Mount Charleston mit einer Höhe von 3632 Metern. Weitere Gipfel sind der Bonanza Peak, McFarland Peak, Mummy Mountain, Griffith Peak, Bridge Mountain, Mount Wilson und Mount Potosi.
Der größte Teil der Spring Mountains befindet sich im Besitz des United States Forest Service und des Bureau of Land Management und wird als Spring Mountains National Recreation Area innerhalb des Humboldt-Toiyabe National Forest und der Red Rock Canyon National Conservation Area an der Ostseite der Bergkette verwaltet.

## Lage, Klima und Vegetation
Die Kette liegt in nordwestlicher Richtung im Nordwesten der Stadt Las Vegas und ist etwa 110 Kilometer lang sowie etwa 45 Kilometer breit. Sie ist vollständig von der Wüste in einer Höhe von etwa 700 Metern umgeben und entsprechend isoliert von anderen Bergketten des westlichen Nordamerikas wie etwa der westlich liegenden Sierra Nevada. Sie ist gekennzeichnet durch steile Felswände und hohe Kalksteinfelsen. Das Klima ist trocken (arid) bis semiarid und wird durch den Regenschatten beeinflusst, den die westlich liegenden Höhenzüge bilden. Die jährliche Regenmenge liegt entsprechend durchschnittlich bei weniger als 13 Zentimetern in den tieferen Bereichen und 71 Zentimeter in den Höhenlagen der Ostseite, wo der größte Anteil an Regen und Schnee pro Jahr anfällt. Die Höhenlagen sind zudem 5 bis 7 Monate mit Schnee bedeckt, die jährliche Durchschnittstemperatur beträgt etwa 10 °C in 2000 Metern Höhe.
Die Vegetation der unteren Bereiche besteht aus Wüsten- und Halbwüsten-Gebüschen, dominiert von Blackbrush (Coleogyne ramosissima). Diesem schließen sich niedrige Nadelwälder aus Einblättriger Kiefer (Pinus monophylla), Utah-Wacholder (Juniperis osteosperma), Wüsten-Beifuß (Artemisia tridentata) und Cercocarpus ledifolius an. In höheren Lagen bis zur Baumgrenze bilden Gelb-Kiefern (Pinus ponderosa), Kolorado-Tannen (Abies concolor), Biegsame Kiefern (Pinus flexilis) und Langlebige Kiefern (Pinus longaeva) die Hauptvegetation während in den alpinen Zonen der Höhenlagen Ivesia cryptocaulis die dominierende Pflanzenart ist. Rosa woodsii und Cercocarpus intricatus wachsen an den Felshängen.

## Belege
1. 1 2 3 4  Christopher Lowrey, Kathleen Longshore: Palmers Chipmunk (Tamias palmeri). Ecology and Monitoring Protocols in the Spring Mountains National Recreation Area, Nevada. (Memento des Originals vom 10. Februar 2017 im Internet Archive)  Info: Der Archivlink wurde automatisch eingesetzt und noch nicht geprüft. Bitte prüfe Original- und Archivlink gemäß Anleitung und entferne dann diesen Hinweis. Studie für den Clark County Multiple Species Habitat Conservation Plan, United States Geological Survey 2005 (Draft); S. 4–5; abgerufen am 18. Oktober 2016.